# Elecciones provinciales de Córdoba de 1935
Las elecciones generales de la provincia de Córdoba de 1935 se realizaron el 3 de noviembre del mencionado año. Tuvieron lugar durante el régimen fraudulento de la Década Infame, y se realizaron en el marco de las negociaciones entre el líder de la Unión Cívica Radical (UCR), Marcelo Torcuato de Alvear, y el presidente Agustín P. Justo para restaurar la democracia en el país mediante la purificación de las elecciones, por lo que se considera que los comicios de 1935 fueron libres y justos. La UCR, a cambio, levantó la abstención electoral que había iniciado en 1931.
En este contexto, el radicalismo tomó el control de la provincia al ser elegido Amadeo Sabattini, con un 50.06% de los votos contra el 47.43% obtenido por José Aguirre Cámara, candidato del oficialista Partido Demócrata de Córdoba (PD). En tercer lugar, muy alejado, quedó Arturo Orgaz, del Partido Socialista (PS), con un 1.63%. A pesar de esta victoria, la elección fue sumamente competitiva. La UCR obtuvo mayoría en la Cámara de Diputados de la provincia, pero los demócratas dominaron el Senado Provincial, que hasta las elecciones de medio término de 1937, representaría un gran problema para el gobierno de Sabattini. Los comicios marcaron que Córdoba se convirtiera en un bastión democrático, pues debido a que la provincia no fue intervenida hasta el golpe de 1943 que puso fin al régimen, las elecciones realizadas en dicho distrito fueron consideradas limpias durante el resto de la Década Infame.

## Antecedentes
La coalición conservadora conocida como Concordancia había tomado el poder en Argentina luego del golpe de Estado de 1930, realizado por el militar José Félix Uriburu, que significó la primera interrupción exitosa del orden constitucional en Argentina. Tras un fracaso electoral en la provincia de Buenos Aires, el régimen de facto decidió implantar un sistema de fraude electoral (conocido como fraude patriótico). Debido a esto, además de las acciones violentas contra sus miembros, la Unión Cívica Radical, partido gobernante antes del golpe, decidió boicotear los comicios, en los que se impuso Agustín P. Justo. En Córdoba, triunfó Emilio Felipe Olmos, del Partido Demócrata de Córdoba. A pesar de pertenecer a la Concordancia, el PD estaba en contra de las prácticas fraudulentas, habiendo ganado limpiamente la gobernación en comicios anteriores al golpe. Olmos falleció en 1932 y fue reemplazado por su vicegobernador Pedro José Frías. A partir de 1934, el líder del radicalismo, el expresidente Marcelo Torcuato de Alvear, inició unas tensas negociaciones con Justo para restaurar la pureza electoral a cambio de levantar la abstención. El 7 de julio de 1935, el Comité Provincial de la UCR proclamó a Amadeo Sabattini y Alejandro Gallardo como sus candidatos a Gobernador y Vicegobernador tras haber ganado a la fórmula Garzón Agulla - Carlos J. Rodríguez.

## Resultados
|  | 50,06 % |

|  | 47,43 % |

|  | 1,63 % |

|  | 0,81 % |

|  | 0,05 % |

|  | 98,67 % |

|  | 1,24 % |

|  | 0,09 % |

|  | 0,06 % |

|  | 100 % |

|  | 70,01 % |

## Consecuencias
Sabattini y Gallardo, así como los legisladores electos, debían asumir el 18 de febrero. Sin embargo, se había realizado una reforma para extender el mandato de Frías hasta el 17 de mayo, fecha en la que se resolvió que asumiría Sabattini. El 17 de mayo era la fecha tradicional de asunción de los gobernadores de Córdoba, usada desde 1868 en el inicio de todos los mandatos con la única excepción del iniciado en 1932. Frías dimitió el 18 de febrero, cuando hubiera finalizado su período, en rechazo a esta idea, y entregó el cargo a Julio Torres, presidente provisional del Senado. Ante una controversia por el pago de las dietas a los legisladores salientes, Torres también renunció, el 10 de marzo, y asumió Luis Funes, quien entregó finalmente el cargo a Sabattini.
Sabattini sería el último gobernador hasta 1987 en lograr la finalización de su mandato constitucional.